# 代马沟站
代马沟站，位于黑龙江省穆棱市代马沟村，是滨绥铁路沿线车站。距哈尔滨站404公里，绥芬河站144公里。建于1901年，原名抬马沟站。现隶属哈尔滨铁路局牡丹江铁路分局管辖，为四等站，共有2趟旅客列车经过。